# Помилка (Доктор Хаус)
«Помилка» (англ. The Mistake)  — восьма серія другого сезону американського телесеріалу «Доктор Хаус». Прем'єра епізоду проходила на каналі FOX 29 листопада 2005. Доктор Хаус має врятувати Чейза від позбавлення лікарської ліцензії за вбивсто пацієнтки.

## Сюжет
Після смерті пацієнтки Стейсі має поговорити з Чейзом і Хаусом, щоб знайти правильні слова, які вони мають сказати на лікарняній комісії. Більшу частину серії Чейз і Хаус розповідають про той випадок.
Молода мама, Кейла, готує своїх дівчаток до виступу на сцені дитсадка. Раптом у неї починають дуже сильні болі в животі. Через день після цього вона разом з братом йде до лікарні, де її оглядає Форман. Він помічає запалення райдужної оболонки. Чейз пропонує Бехчетову хворобу, Хаус дає розпорядження перевірити геніталії. Після перевірки Чейз виявляє виразку і дає їй преднізон, антацид і зробив на руці перевірку на патергію, яка має проявитись через 24 години. Наступного дня Кейла знову приходить у лікарню. Вона відірвала його від телефонної розмови і показала тест. Він був позитивний, також вона сказала, що її все ще болить живіт. Чейз виписав їй сильніші ліки. Кейла хотіла сказати ще щось, але завагалась і промовчала. Незабаром жінку привозять на швидкій, вона почала блювати кров'ю і знепритомніла на роботі. Чейз знаходить в неї два розриви. Хірурги зашили їх, але вміст шлунку потрапив до черевної порожнини і почався перитоніт. Внаслідок формування інфекційно-токсичного шоку у пацієнтки розвинулась стійка гіповолемія та вкрай сильна централізація кровообігу, що призвело до пошкодження печінки і нирок. Причиною розвитку ускладнень виразкової хвороби шлунка (шлункова кровотеча) стала халатність лікаря Чейза, оскільки при огляді він не розпитав пацієнтку про характер випорожнень (мелена або чорний схожий на дьоготь кал характерний для шлункової кровотечі). Кемерон і Чейз повідомляють брату Кейли, що їй потрібно робити трансплантацію печінки. Тим часом у жінки знову починаються сильні болі в животі, Чейз знаходить тромб.
Печінка зовсім відмовляє, донора немає. Сем, брат пацієнтки, хоче віддати їй половину свої печінки. Проте ніякий хірург не зробить пересадку так швидко. Через шантаж Хаус домовляється про операцію. Після неї, при огляді, Чейз помічає інфекцію. Команда думає, що це стрептокок. Тим часом до кабінету заходить Сем і Хаус, по червонінню обличчя і саморобній тату, дізнається, що в нього гепатит С. Сем питає чи це він чинник погіршення стану Кейли. Хаус відповідає позитивно, але вважає, що в його сестри не гепатит, а рак. Після аналізів і тестів у Сема підтверджують рак, який не проявлявся багато років. Але у Кейли він проявився швидше через імунодепресанти. Кейлу вже не врятувати, але Сем знайшов їй печінку на чорному ринку і переконав Кейлу зробити нову пересадку. Перед самим від’їздом Чейз сказав їй, що це все одно не допоможе. Кейла змінє своє рішення і невдовзі помирає. Через деякий час Сем приходить до Чейза на перевірку. Він каже, що через нестачу грошей він з дочками Кейли їде до іншого штату. Чейз знає, що це він винний в смерті його сестри і каже Сему, що коли вона приходила до нього він не оглянув її як слід через похмілля і біль в голові... Після переказу цієї історії Стейсі, Чейз, Хаус і Стейсі їдуть до кабінету Кадді, де вона зачитує їм позов до суду і вимогу виплатити моральну компенсацію у $ 10 мільйонів. Хаус знає, що у Чейза не було похмілля і йде з ним у іншу кімнату де Чейз розповідає йому, що насправді він був засмученим через новину про смерть батька.
Лікарняна комісія вирішує усунути Чейза на тиждень від роботи і записати догану в особову робочу справу. Також комісія вирішує, що місяць за діяльністю Хауса буде стежити інший лікар, якого призначить Кадді. Вона обирає Формана.

## Цікавинки
- Хаус дізнався про хворобу батька Чейза ще в першому сезоні.